# To Kill a King
To Kill a King is een Britse indiefolkrockband afkomstig uit Leeds en gevestigd in Londen.

## Geschiedenis
Tijdens hun studies aan de Universiteit van Leeds vormden Ralph Pellymounter, Ian Dudfield en Josh Platman in begin 2006 een band, Kid iD. Kid iD combineerde elementen van ska en reggae met jazzy folkrock in een moderner jasje. Kid iD bracht één album uit, That Dreaded Monster — What If, één ep, Black Comedy, en twee singles, Imprints en Rat Race. In 2009 gooide de band het over een andere boeg door de indieachtige folkrock op de voorgrond te plaatsen, en de blazers en jazz/reggae/ska-stijl grotendeels achterwege te laten. Dit keerpunt was de reden voor de verandering van naam in To Kill a King. Op dat moment kwamen ook Jonathan "Jon" Willoughby en Ben Jackson bij de band. De debuutsingle Fictional State werd uitgebracht op 29 mei 2011.
To Kill a King heeft in het voorprogramma gespeeld op tournees van verschillende bands, waaronder Dog is Dead en Bastille, en stond ook op Reading & Leeds.
In augustus 2013 tekende de band bij Xtra Mile Recordings, die op 7 oktober het eerder onder eigen beheer uitgegeven debuutalbum Cannibals with Cutlery zal uitbrengen, inclusief vier extra nummers.
In september 2013 kondigde de groep op hun blog aan dat Dudfield en Willoughby de band zouden verlaten, en zich zouden richten op andere projecten. Ze werden vervangen door Grant McNeill en Josh Taffel.

## Discografie

### Albums
- To Kill a King (11 nummers) - 2015
- Cannibals with Cutlery (13 nummers; 17 nummers op de luxeversie) — 2013
- The Spiritual Dark Age (12 nummers) - 2017

### Ep's
- Exit, Pursued By a Bear (5 nummers) - 2014
- Word of Mouth (6 nummers) — 2012
- My Crooked Saint (4 nummers) — 2011

### Singles
- Rays — 2013
- Bones — 2013
- Funeral — 2013
- Cold Skin — 2013
- Bloody Shirt — 2011
- Fictional State — 2011